# Victor-Eugène Ardouin-Dumazet
Pour les articles homonymes, voir Ardouin.
Victor-Eugène Ardouin-Dumazet, né le 12 janvier 1852 à Vizille (Isère) et mort le 16 mai 1940 au Mazet de l’Évêché, à Arsonval (Aube), est un journaliste, écrivain, géographe, archiviste et militaire français.
Il est surtout connu pour avoir écrit 70 volumes de Voyage en France, retraçant les itinéraires touristiques d'Adolphe Joanne, ce travail constituant un précieux document sur l'état de la France rurale et urbaine de la fin du XIXe siècle à la Première Guerre mondiale.

## Biographie

### Famille
Né en 1852, Victor-Eugène Ardouin-Dumazet est le petit fils de Victor Hammer, gardien du parc de la ville de Vizille. Son arrière grand-père est venu à Vizille depuis le canton de Soleure (Suisse) pour apprendre aux ouvrier locaux l'impression textile popularisée par Claude Perier. Sa mère est la cousine germaine de Célestin-Xavier Vaussenat, directeur de l'observatoire du pic du Midi.

### Début de vie et guerre franco-prussienne
Après des études dans une école primaire à Vizille, Ardouin-Dumazet devient petit-employé dans une fabrique d'extraits de châtaignier à Saint-Symphorien-d'Ozon (Rhône) puis à Lyon. Durant la guerre de 1870, il a alors 17 ans et décide de s'engager dans une compagnie de francs-tireurs avec laquelle il combat l'envahisseur dans les alentours de Dijon. Rappelé à Lyon avec sa compagnie, il est ensuite chargé de la protection des forts et batteries du Monts d'Or (nord-ouest de Lyon). Après une série d'affrontements, il est nommé au commandement des avant-postes de Premeaux-Prissey (Côte-d'Or), puis, avec sa compagnie devenue les éclaireurs du 24e Corps, il prend part au service de l'exploration à l'extrême aile gauche de l'armée sur la Saône et participe à l'évacuation du matériel militaire de la gare de Vesoul alors sous le feu ennemi. Pendant la retraite de l'armée de l'Est, il est chargé de l'arrière-garde et du transport des bagages de sa compagnie, celle-ci qui sera quelque temps après en partie capturée. Ardouin-Dumazet alors sergent-fourrier n'est pas compris dans les prisonniers et aide, en se dirigeant vers le canton du Jura, à évacuer les soldats restants vers la Sous-préfecture. Par la suite, il est nommé à la tête d'un détachement dirigé vers Lyon, puis licencié le 17 mars 1871 après un séjour d'un mois à Trévoux (Ain).

### Après la guerre: l'Algérie
En 1872, après être redevenu brièvement employé de commerce, Ardouin-Dumazet revient à l'armée au 85e de ligne auquel il est promu sergent-major puis décide de passer aux tirailleurs-algériens et est nommé par le général Simon Carteret-Trécourt commandant de la subdivision basée dans la ville de Tlemcen (Algérie). Là bas, il est appelé au service des officier Algériens et devient archiviste de 1ère classe. Pendant son séjour, il participe à la formation d'une société de géographie et donne des cours réguliers sur la région à la mairie de la ville.

### De retour en France
Il fut secrétaire de rédaction à L’Écho du Nord, puis en 1885 directeur politique du journal La Charente.
En 1886, il commence à signer ses propres articles et publie un premier roman sous la forme d'un feuilleton intitulé Brigands de Braconne. En juillet 1888, il collabore au journal parisien Le Temps.

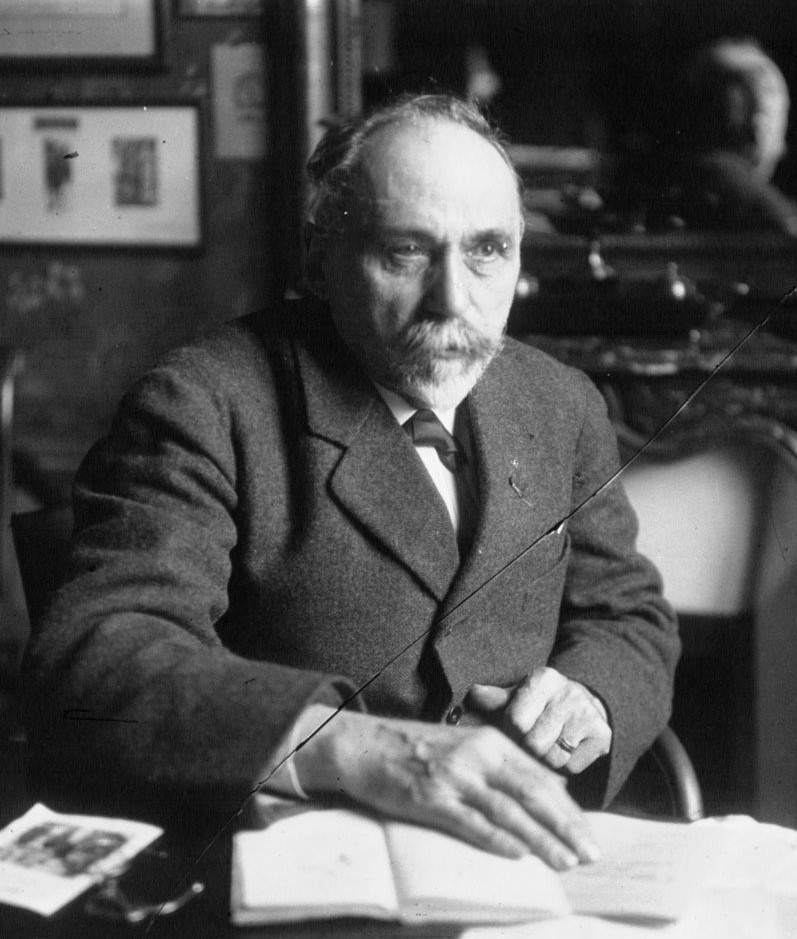
Victor-Eugène Ardouin Dumazet en 1919.

### Voyage en France
Entre 1893 et 1921, Ardouin-Dumazet rédige Voyage en France, un ouvrage en soixante-dix volumes dans lequel il fait un tour de France et décrit avec soin les diverses activités agricoles, industrielles et touristiques des pays traversés. Enquête minutieuse sur la vie économique locale, cette fresque de « guides » de couleur verte pour les volumes brochés et grise pour les reliés, publiés par les éditions Berger-Levrault, est complémentaire des Guides bleus.
Il ne s'agit pas vraiment de guides : la richesse de Voyage en France est liée à la personnalité de l'auteur qui parle généralement à la première personne, et accorde une place variable aux secteurs géographiques qu'il rencontre en fonction de sa propre aventure. Voyage en France occupe une place difficile à cerner entre la description géographique, le guide touristique, le récit de voyage…
Couronnés à deux reprises par l'Académie française (Prix Montyon 1894 et prix Narcisse-Michaut 1901), ces petits volumes à la couverture Belle-Époque jusqu'en 1914, ont été de nombreuses fois republiés jusqu'au début des années 1920… Les premiers tomes publiés ont été rapidement revisités par l'auteur, qui aura la volonté d'approfondir des voyages qu'il avait trop sommairement abordés à son goût, tel le volume 13, publié en 1898, et consacré à la Provence maritime de Marseille à Nice. Quinze ans plus tard, l'auteur décide d'y consacrer deux volumes ; en conséquence, un nouveau tome 13 est publié concernant la région de Marseille, fort différent du premier et plus précis, assorti d'un volume 55 concernant la région de Nice.
Voyage en France de Victor-Eugène Ardouin-Dumazet avoisine sans doute les 80 volumes…

### Famille
Fils de l'ouvrier imprimeur sur étoffes lyonnais Pierre Ardouin (1822-1893) et de la couturière Adelle Hammer (1833-1908), Victor Ardouin-Dumazet épouse en premières noces, le 8 janvier 1879 à Lyon, Annette Augusta Koch, née le 5 janvier 1855 à Belfast, en Irlande, d'un brasseur lyonnais, et morte le 18 décembre 1882 des suites de son accouchement d'une fille (Madeleine) mort-née le 7 décembre 1882.
En secondes noces, il épouse le 22 septembre 1884 à Lille, Marie-Eugénie Edmée Mathieu (1863-1954), avec laquelle il a 7 enfants :
- Pierre (1885-1907)
- Jacques (1886-1947)
- Maurice (1889-1915)
- Marcel (1890-1976)
- Henriette (1892-1892)
- Madeleine (1892-1984)
- Jeanne Mireille (1901-1921)

Auteur en 1894 d'un ouvrage intitulé Une armée dans les neiges. Journal d'un volontaire du corps franc des Vosges, campagne de l'Est (1870-1871), Victor Ardouin-Dumazet a confié tous ses fils à l'armée : Pierre est sergent au 5e régiment du Génie quand il meurt à Hyères, le 6 février 1907, à 21 ans ; Jacques est colonel ; Maurice meurt pour la France ; Marcel est décoré de la croix de guerre.

## Œuvres

### Voyage en France
- 1re série : Le Morvan, le Val de Loire et le Perche.
- 2e série : Des Alpes mancelles à la Loire maritime.
- 3e série : Les Îles de l'Atlantique : I. D'Arcachon (île aux Oiseaux) à Belle-Isle.
- 4e série : Les Îles de l'Atlantique : II. D'Hoëdic à Ouessant.
- 5e série : Les Îles françaises de la Manche ; Bretagne péninsulaire.
- 6e série : Normandie (sauf le pays de Bray et Dieppe).
- 7e série : Région lyonnaise, Lyon, Monts du Lyonnais et du Forez.
- 8e série : Le Rhône du Léman à la mer, Dombes, Valromey et Bugey, Bas-Dauphiné, Savoie rhodanienne, La Camargue.
- 9e série : Bas-Dauphiné : Viennois, Graisivaudan, Oisans, Diois et Valentinois.
- 10e série : Les Alpes du Léman à la Durance. Nos chasseurs alpins.
- 11e série : Forez, Vivarais septentrional, Tricastin et Comtat-Venaissin.
- 12e série : Alpes de Provence et Alpes-Maritimes.
- 13e série : La Provence maritime.
- 14e série : La Corse.
- 15e série : Les Charentes et la Plaine poitevine.
- 16e série : De Vendée en Beauce.
- 17e série : Littoral du pays de Caux, Vexin, Basse-Picardie.
- 18e série : Région du Nord : I. Flandre et littoral du Nord.
- 19e série : Région du Nord : II. Artois, Cambrésis et Hainaut.
- 20e série : Haute - Picardie, Champagne rémoise et Ardennes.
- 21e série : Haute-Champagne, Basse-Lorraine.
- 22e série : Plateau lorrain et Vosges.
- 23e série : Plaine comtoise et Jura.
- 24e série : Haute-Bourgogne.
- 25e série : Basse-Bourgogne et Senonais.
- 26e série : Berry et Poitou oriental.
- 27e série : Bourbonnais, Haute-Marche.
- 28e série : Limousin.
- 29e série : Bordelais et Périgord.
- 30e série : Gascogne.
- 31e série : Agenais, Lomagne et Bas-Quercy.
- 32e série : Haut-Quercy, Haute-Auvergne.
- 33e série : Basse-Auvergne.
- 34e série : Velay, Vivarais, Gévaudan
- 35e série : Rouergue et albigeois
- 36e série : Les Cévennes méridionales.
- 37e série : Golfe du Lion
- 38e série : le Haut Languedoc
- 39e série : Pyrénées, partie orientale.
- 40e série : Pyrénées, partie centrale.
- 41e série : Pyrénées, partie occidentale
- 42e série : le Valois
- 43e série : La Brie
- 44e série : Gâtinais français et Haute Beauce
- 45e série : Versailles et le Hurepoix
- 46e série : La Seine de Paris à la mer. Parisis et Vexin Français
- 47e série : l'Yveline et le Mantois
- 48e série : Haute-Alsace provinces perdues
- 49e série : Basse-Alsace provinces perdues
- 50e série : Lorraine provinces perdues

Cette œuvre s'achève à la 50e série, mais, comme elle a connu un vif succès, l'éditeur a continué d'exploiter le filon en effectuant une refonte fondée sur un astucieux redécoupage géographique des régions. C'est ainsi qu'il a publié plusieurs dizaines de tomes supplémentaires mêlant chapitres « piochés » dans le texte initial et ajouts de l'auteur.

### Autres ouvrages
- L'Europe centrale et ses réseaux d'État: Belgique. Hollande. Alsace-Lorraine. Allemagne du Sud. Prusse. Danemark. Suisse. Autriche-Hongrie, Paris, Berger-Levrault et Cie, 1903 (lire en ligne)
- L'Armée et la Flotte en 1895. — Grandes manœuvres des Vosges. — L'expédition de Madagascar. — Manœuvres navales., in-12°, avec cartes, Paris, Berger-Levrault
- L'Armée et la Flotte en 1894. — Manœuvres navales. — Manœuvres de Beauce. — Manœuvres de forteresse., in-12°, illustrations de Paul Léonnec, Berger-Levrault
- L'Armée navale en 1893. — L'Escadre russe en Provence. — La Défense de la Corse., in-12°, avec 27 croquis, Berger-Levrault
- Au Régiment — En Escadre. Préface de M. Mézières, de l'Académie française. 1894. 1 grand in-8°, avec 350 photographies instantanées de M. Paul Gers, Paris, Berger-Levrault
- Le Colonel Bourras. Suivi du Rapport sur les Opérations du corps franc des Vosges du colonel Bourras, 1892. Brochure in-12°, avec un portrait et couverture illustrée, Paris, Berger-Levrault
- Le Nord de la France en 1789. — Flandre. — Artois. — Hainaut., 1 in-12°, Maurice Dreyfous
- La Frontière du Nord et les défenses belges de la Meuse., 1 in-8°, Paris, Beaudoin
- Une armée dans les neiges. Journal d'un volontaire du corps franc des Vosges, 1 in-8°, illustré, Kouam
- Études algériennes, in-8°, Guillaumin
- Les Grandes manœuvres de 1882 à 1892, 2 in-12°, Baudoin et Kouam

## Sources
1. 1 2  « M. Ardouin-Dumazet », Les Alpes illustrées : ancienne Actualité dauphinoise illustrée : journal hebdomadaire : la montagne, les sports, les villes d'eaux : art, littérature, industrie, commerce,‎ 18 mars 1897, page 1 (lire en ligne)